# 聖地亞哥·費南德茲
聖地亞哥·費南德茲（1976年9月23日—），阿根廷划船運動員，曾代表國家參加2012年倫敦奧運的男子單人雙槳比賽，並未獲得獎牌。他曾获得两枚泛美运动会金牌。